# Alessandro Benedetti
Pour les articles homonymes, voir Benedetti.

Historia corporis humani

Alessandro Benedetti (en latin Alexander Benedictus) est un médecin, anatomiste, historien, philologue et humaniste italien de la Renaissance, né à Vérone en 1452 et mort à Venise le 30 octobre 1512.

## Vie et œuvre (1452-1495)

### De Vérone à Venise: jeunesse et formation
Alessandro Benedetti naquit en 1452 à Vérone ; il est le troisième et dernier enfant d’une famille de modeste condition. Sa mère, Agnese Pelliperi, est fille d’artisan. Son père, Lorenzo, est originaire de Castel Cerino, un bourg  distant d’une trentaine de kilomètres de Vérone, vers les Monti Lessini. Aux alentours des années 1440, il émigre à Vérone, où ses premiers enfants, Alvise et Giacomo, sont recensés en 1465, avant le troisième : Alessandro.

#### Premières études à Vérone
Benedetti a fait ses premiers pas littéraires avec Giovanni Antonio Panteo, professeur d’humanités à Vérone, dans la seconde moitié du XVe siècle. Il reçoit, dans un cadre privilégié, la formation grammaticale et littéraire de base jusqu’à l’âge de quinze-seize ans. Des traces de cette éducation peuvent être trouvées dans le dialogue scientifique et littéraire écrit par Panteo : Annotationes ex trium dierium confabulationibus, qui met en scène l’évêque de Vérone, Barbaro l’ancien, le médecin Aleardo Pindemonte et Panteo lui-même. Ce travail a été édité plusieurs années plus tard, à titre posthume, par Benedetti. La liste d’ouvrages citée dans les Annotationes est un guide précieux et un aperçu révélateur de la culture qu’il a reçue : Panteo – « mon cher » écrit-il dans la dédicace de l’ouvrage – cultivait l’étude encyclopédique de la grammaire et du lexique latin (et dans une moindre mesure grec) à travers la lecture directe des auteurs majeurs et mineurs, ou de ceux bénéficiant d’une valorisation récente.

#### À Padoue: «doctissimus» et «magister»
Vers l’âge de quatorze ans, Alessandro quitte sa ville natale : il n’apparait plus dans les registres de Vérone en 1466. Après douze années d’un silence de mort, il réapparait, le 13 novembre 1478, à l’occasion de l’obtention du diplôme « des facultés d’arts libéraux », délivré par cinq promoteurs : Cristoforo Rappi da Recanati, Pietro Rocca-bonella, Conte Facino, Girolamo Polcastri et Girolamo Della Torre. Facino et Polcastri enseignait la philosophie et les lectures médicales. Les trois autres enseignaient la médecine théorique et pratique, mais toujours à partir des lectures de logique et de philosophie. Ils étaient les meilleurs enseignants que pouvait offrir le cursus de philosophie et médecine de l’université de  Padoue dans ces années-là. Rappi, durant la décennie précédente, figurait au premier plan des « chercheurs » d’orientation averroïste avec un intérêt pour la physique calculatoire alors très à la mode. Della Torre et Roccabonella s’engageaient pleinement dans la médecine avec des vues plus ouvertes et novatrices.

#### Réseaux et formation humaniste
Les témoins mentionnés dans l’acte qui ratifie l’obtention du diplôme de Benedetti sont deux personnages d’origine sociale très différente. L’un est étudiant en droit, l’autre membre d’une éminente famille du patriciat de Venise. Brocconi, alors en contact avec des universitaires de renom, fut tardivement diplômé (en 1489) pour se dédier à une carrière politique dans sa cité. Il n’est cependant pas entré dans l’histoire, contrairement à Giorgio Cornelio, « plus riche et plus puissant patricien de la république au tournant du siècle » . Il fit en effet une grande carrière politique, sans pour autant négliger les Lettres durant les années où il a étudié à Padoue aux côtés de Benedetti. À Venise, dans le palais familial, circulaient la fine fleur de l’Humanisme septentrional. Benedetti mentionne un séjour dans la maison de Cornelio, en Crète, à qui il dédia  le second livre de son Diaria de Bello Carolino.
À cette époque, Benedetti gravite autour de la curie épiscopale padouane. En janvier 1478, il subit sa première tonsure cléricale pour le compte de l’évêque Jacopo Zeno : « magister Alexander Benedictus » est alors désigné dans les sources, comme « étudiant des Arts libéraux  » et « de la même famille que l’évêque  ». L’expression signifie qu’il était tenu en estime par l’évêque Zeno, au même titre que plusieurs autres personnalités : historiens, universitaires et éditeurs. Raffaele Zovenzoni, Antonio Moretto et Girolamo Squarzafico dédièrent à l’évêque des traductions précieuses de textes antiques. Le motif principal d’attraction était la bibliothèque de Zeno, riche d’environ mille manuscrits et incunables conservés par l’évêque. La collection a été subitement pillée en avril 1481 ; il ne reste qu’un inventaire partiel sur la base duquel Giovanna Ferrari assure que Benedetti avait à sa disposition à la curie padouane les philosophes, historiens et géographes grecs traduits par les meilleurs humanistes (Aristote De animalibus traduit par Gaza, Hérodote traduit par Lorenzo Valla, Plutarque traduit par Filelfo, Strabon traduit par Guarino), les grands classiques latins tels que Pline, Sénèque, Vitruve, César, Tacite, Cicéron, Salluste, et même d’autres auteurs moins diffusés comme Manilius ou Pompée.
Après sa première tonsure, Benedetti ne franchit pas les autres étapes du parcours clérical : la mort de l’évêque Zeno, en 1481, marqua, pour lui, la fin d’un choix de vie qui n’était pas rare chez les humanistes de cette époque, et détermina un ajustement dans ses projets de carrière.

### Voyages et installation à Venise

#### Choix professionnel, voyages et bibliothèque personnelle
Dans une lettre datée du 28 février 1482 à l’attention du médecin Varisco (basé à Modon en Crète), Ermolao Barbaro, mentionne un « Alexander ». Selon Giovanna Ferrari, Barbaro était un ami très proche de Benedetti, rencontré sur les bancs de l’université de Padoue (en témoignent d’autres correspondances). Pour elle, pas de confusion possible lorsqu’il déplore : « J’ai écrit à mon Alexandre en Grèce mais il n’a pas été en mesure de me répondre. » En effet, la date de la lettre coïncide avec la période durant laquelle il se trouve en Grèce, et précisément à Modon d’où il fait l’observation d’un cas médical dans son Singulis corporum morbis. Le séjour à Modon s’interrompt probablement en 1483, date à laquelle il retourne à Venise pour commencer la rédaction de son Anatomice sive historia corporis humani qu’il publiera en 1514. Il s’agit d’un traité d’anatomie majeur dans lequel il expose notamment sa vision de ce qu'une opération anatomique correcte doit être. Elle témoigne du fait que Benedetti était déjà un médecin estimé et intellectuellement mûr, dans les années 1480, période durant laquelle il s’installe à Venise. La cité lagunaire fonctionnait en effet comme un véritable aimant pour toutes les professions intellectuelles. Portée de longue date vers l’est de la Méditerranée, la Sérénissime possédait de nombreux navires commerciaux qui transitaient sans cesse vers les colonies très demandeuses en médecins. Les compétences du médecin proviennent incontestablement de la possibilité qu’il eut de s’exercer durant ses voyages. Quand il rédige l’Anatomice, certaines anecdotes semblent montrer qu’il est déjà apprécié dans la haute société vénitienne, et notamment par la famille patricienne des Sanudo. Selon Dorothy Shullian, sa bonne réputation professionnelle est justifiée au regard des autres œuvres qu’il a composées.
C’est à partir d’une date inconnue que Benedetti aurait voyagé à travers toute la Méditerranée et l’Italie pendant 16 ans. Pour tenter de retracer son parcours, les informations les plus riches sont récoltées à partir des cas cliniques et des observations rapportées dans ses œuvres. Il mentionne, en plus de la Grèce et de la Crète, d'autres contrées, telles que Chypre, l’Égypte, la Syrie, la Dalmatie, ainsi que diverses régions italiennes hors de l’axe Vérone-Padoue-Venise : Cividale de Friuli, Bergame, Côme et Rome. Ces déplacements fréquents dans toute la Méditerranée en tant que médecin dans les possessions vénitiennes et dans les galères, ne durent cependant jamais très longtemps. Et quand il réapparaît en Italie, ce n'est plus à Vérone mais à Venise, désormais sa terre d'adoption. Il est, en effet, dans la cité à l’occasion de la « peste féroce »  qui fait rage au printemps 1485. En août 1495, Benedetti est de nouveau en Crète où il assiste à l’extraordinaire guérison d’un Grec. Puis, de mai à novembre de cette même année, le voilà convoqué aux côtés des princes italiens réunis à l’initiative de la ligue de Venise contre Charles VIII - période durant laquelle il rédige le Diaria de Bello Carolino.
L'hypothèse des nombreux voyages éclaire les origines de sa bibliothèque de manuscrits grecs, l'une des plus riches de Venise, à la fin du XVe siècle, avec celles de Giorgio Valla, Ermolao Barbaro et Gioacchino della Torre. Ces quatre bibliothèques furent visitées en 1490-92 par Janos Lascaris, sur ordre de Laurent le Magnifique, qui était à la recherche de manuscrits à acheter ou à copier. Malheureusement, il n'existe pas d'inventaire des manuscrits stockés et détenus par Benedetti. Lascaris a relevé quelques textes médicaux, notamment un exemplaire d’Alessandro di Afrodisia, sur les fièvres, un autre d'Avicenne, sur les vents, et le Viaticum de Constantin l’Africain.

#### Enseignant à l’université de Padoue?
Certains historiens du XVIIe siècle ont supposé que de 1490 à 1497 Benedetti a enseigné l’anatomie et la médecine pratique à l’université de Padoue. Mais ces dates sont douteuses car il n’existe, selon Ferrari, aucune confirmation documentaire dans les Archivio di Stato di Venezia. Et tout aussi infructueuses ont été les enquêtes menées à Padoue, sur la piste d'un éventuel séjour dans la ville à la fin du siècle. L’argument ex silentio ne suffit pas toutefois à réfuter l’hypothèse d’une telle activité. Dans ses ouvrages, il ne figure aucune mention de cours donnés à l’université, à l’exception d’un passage dans lequel il apparaît comme étudiant. De manière générale, dans les rares passages autobiographiques de ses œuvres, Benedetti ne parle que de son expérience de médecin exercée à Venise ou ailleurs. En revanche, il n’est pas impossible que son activité d’enseignant supposée soit liée à l’obligation, pour les membres du collège des médecins vénitiens, de procéder à une dissection publique annuelle. Toujours est-il que d’un point de vue archivistique, Benedetti demeure un fantôme sur le sujet. 
Les conditions d’obtention de son diplôme de médecine sont encore très floues. À Padoue, il n’y a pas de traces des années 1478 à 1482 (de son premier diplôme à son départ pour la Grèce) alors qu’il semble déjà être un médecin aguerri. Nécessaire pour l’enseignement universitaire de la discipline médicale, le doctorat en médecine, que Benedetti déclare posséder dans son testament, pourrait avoir été obtenu à Padoue autour des premières années de la décennie 1480, ou à Venise, à la faculté de médecine. Dernière hypothèse, Benedetti a très bien pu usurper son titre de docteur en médecine, chose qui n’était pas rare à cette époque… Quoi qu’il en soit, Giovanna Ferrari a su démontrer à travers l’étude de ses œuvres qu’il était un savant à la pointe de la recherche médicale, reconnu pour son travail et ses compétences en matière de dissection.

#### Livres et amis au début des années 1490: Giorgio Valla et Jacopo Antiquari
En 1493, Benedetti fait publier sa première œuvre, De observatione in pestilentia, par la prestigieuse imprimerie des frères De Gregori qui inventa, pour cet ouvrage, l’un des tout premiers frontispices de l’histoire de la typographie  ! Ce traité d’ « observations sur la peste » fut dédié à l’influent sénateur Giacomo Contarini, sorte de mécène qui l’avait encouragé à écrire cet ouvrage. Il s’achève sur un compte-rendu très précis du diagnostic et des soins reçus avec succès par le jeune patricien Marco Marcello, atteint de la peste. De observatione conféra à Benedetti une position professionnelle privilégiée. En effet, avec le soutien de Contarini, il proposa l’ouvrage comme manuel de référence pour les médecins vénitiens, afin de remédier à l’échec de la politique sanitaire de la république. Pour Ferrari, cette audace a renforcé encore son prestige dans les milieux humanistes . D’ailleurs, dans les années 1490, il se lie d’amitié avec deux figures éminentes de l’humanisme italien : Giorgio Valla et Jacopo Antiquari. Les correspondances entre les trois amis s’articulent autour des considérations sur leurs travaux respectifs et c’est grâce à celles-ci que l’on connaît l’existence d’une multitude de traités manuscrits signés du médecin véronais, pour la plupart jamais éditées voire perdues. Certaines des correspondances avec Giorgio Valla ont été conservées, commentées et publiées par l’historien allemand Johan Ludvig Heiberg dans Beiträge zur Geschichte Georg Valla's und seiner Bibliothek. Celles datées de 1495 nous renseignent notamment sur ses projets d’écriture du futur journal : style à adopter, considérations d’ordre méthodologique… nous y reviendrons.
En mai 1495, Benedetti est nommé par le Sénat comme médecin militaire de l’armée coalisée contre Charles VIII. De cette expérience humaine et professionnelle, sans nul doute enrichissante, résulte la chronique qui fait l’objet de notre étude : le Diaria de Bello Carolino.

## Œuvres
- De pestilenti febre liber (1490).
- De observatione in pestilentia (1493)[4].
- Anatomicae, sive de historia corporis humani libri quinque (1493).
- Collectiones medicinae (1493)[5].
- Diaria de bello Carolino (1496).
- Omnium a vertice ad calcem morborum signa, causae, indicationes et remediorum compositiones utendique rationes..., 1539 (Édition posthume.) En ligne.